# Междоусобная война на Руси (1094—1097)
Междоусобная война на Руси (1094—1097) — война Олега, Давыда и Ярослава Святославичей против киевского князя Святополка Изяславича, черниговского князя Владимира Мономаха и их союзников за отчину Святославлю на востоке Руси, совпавшая с активизацией половецких нападений на южную Русь после смерти Всеволода Ярославича (1093). Основные события названы Бохановым А.Н. и Гориновым М.М. трагедией 1096—1097гг. Несмотря на многочисленные тактические поражения Святославичей, война закончилась восстановлением их прав на отцовское наследство.

## Предпосылки
Первые конфликты за Чернигов начались после смерти Святослава Ярославича на киевском княжении (декабрь 1076) и выведения Олега Святославича с Волыни в пользу сына вернувшегося в Киев Изяслава. Олег бежал в Тмутаракань и оттуда вместе с Борисом Вячеславичем атаковал Чернигов. Всеволод Ярославич был разбит на Сожице, за него вступился Изяслав. Олег и Борис проиграли решающее сражение на Нежатиной Ниве, в котором погибли Изяслав и Борис. Всеволод занял киевское княжение, сохранив за собой Чернигов, в котором следующие 16 лет (1078—1094) сидел его сын Владимир Мономах, и Переяславль (Ростислав Всеволодович).

## Ход событий
После тяжелейшего поражения Святополка и Владимира Мономаха от половцев на Стугне с гибелью Ростислава Всеволодовича (1093), второго поражения Святополка у Желани и третьего, снова общего, сражения у Халепа был заключён мир с половцами, скреплённый женитьбой Святополка на дочери хана Тугоркана (1094). Однако, в том же году половцы с Олегом Святославичем осадили Владимира Мономаха в Чернигове, и тот добровольно покинул город и ушёл в Переяславль. Осаждавшие ему не препятствовали. Однако, Владимир Мономах удержал Курск, где посадил своего сына Изяслава.
Примерно в то же время Давыд Святославич занял Смоленск. Святополк и Владимир ходили против него и дали ему новгородское княжение, а Мстислав Владимирович перешёл в Ростов. После временного отъезда Давыда в Смоленск новгородцы призвали Мстислава из Ростова, и потом не пустили Давыда обратно.
В 1095 году Мономах убил на переговорах в Переяславле двух половецких ханов, Итлара и Кытана, и послал к Олегу с требованием убить или выдать сына Итлара. Олег отказался, после чего Святополк стал действовать вместе с Владимиром против Олега и половцев. Олег покинул Чернигов (3 мая) и сел в осаду в Стародубе. Между тем 24 мая Куря сжёг Устье, а 30 мая Тугоркан осадил Переяславль. После 33-дневной осады Святополк и Владимир овладели Стародубом (Олег бежал в Смоленск) и 19 июля разгромили Тугоркана на Трубеже, сам хан погиб.
Изяслав Владимирович по приказу отца занял Муром, но был разбит под городом Олегом и погиб (6 сентября). Тогда на Олега и его брата Ярослава, занявших также Ростов и Суздаль, двинулся из Новгорода Мстислав Владимирович, разбил их на Колокше (февраль) и двинулся дальше. Олег оставил в Муроме брата Ярослава, а сам ушёл в Рязань. С муромцами Мстислав заключил мир, двинулся к Рязани и заставил Олега бежать и оттуда.
Будучи крестником Олега, Мстислав ходатайствовал перед отцом за то, чтобы Олега не лишали Русской земли, после чего Мономах написал Олегу письмо, в котором призывал прекратить распрю, замечая при этом, что ему следовало первым об этом задуматься после убийства Изяслава Владимировича.

## Последствия
По итогам съезда Мономаху пришлось отказаться от всех своих владений на юго-востоке, относившихся к прежней вотчине Святослава Ярославича, несмотря на то, что в ходе войны вместе со своими сыновьями, казалось бы, отстоял их. Владимир Мономах отдал Святославичам даже Курск, удержанный им при потере Чернигова в 1094 году. Однако, по содержащейся в БРЭ версии, при этом Святославичи отказались от прав на Киев.
Вместе с тем претензии Святославичей перестали распространяться на Новгород и Смоленск, в противоположность ситуации 1093—1096 годов. В Новгороде и Смоленске княжили, соответственно, Мстислав и Святослав Владимировичи. Попытка Святополка заменить Мстислава в Новгороде своим сыном оказалась неудачной из-за противодействия новгородцев.
Несмотря на достигнутые мирные соглашения, в том же 1097 году разразилась новая война за уделы, на этот раз на западе Руси.